# Liste der Biografien/Wot
Liste der Biografien |
Portal Biografien |
Personensuche
# |
A |
B |
C |
D |
E |
F |
G |
H |
I |
J |
K |
L |
M |
N |
O |
P |
Q |
R |
S |
T |
U |
V |
W |
X |
Y |
Z |
?
 
Wa |
Wc |
Wd |
We |
Wh |
Wi |
Wj |
Wl |
Wn |
Wo |
Wr |
Ws |
Wt |
Wu |
Ww |
Wy |
Wz
 
Woa |
Wob |
Woc |
Wod |
Woe |
Wof |
Wog |
Woh |
Woi |
Woj |
Wok |
Wol |
Wom |
Won |
Woo |
Wop |
Wor |
Wos |
Wot |
Wou |
Wov |
Wow |
Wox |
Woy |
Woz
Die Liste der Biografien führt alle Personen auf, die in der deutschsprachigen Wikipedia einen Artikel haben. Dieses ist eine Teilliste mit 49 Einträgen von Personen, deren Namen mit den Buchstaben „Wot“ beginnt.

## Wot

### Wota
- Wotapek, Johann (1908–1982), österreichischer Diskuswerfer und Kugelstoßer
- Wotawa, Alois (1896–1970), österreichischer Schachkomponist und Staatsanwalt
- Wotawa, August von (1876–1933), österreichischer Politiker (GDVP), Abgeordneter zum Nationalrat

### Wote
- Wote, Aman (* 1984), äthiopischer Mittelstreckenläufer

### Woth
- Woth, Viktória (* 2002), ungarische Handballspielerin
- Wothe, Anny (1858–1919), deutsche Schriftstellerin und Journalistin
- Wothe, Franz Josef (1910–1994), deutscher katholischer Priester und Autor
- Wothe, Konrad (* 1952), deutscher Biologe, Tierfilmer und Tierfotograf
- Wothers, Peter, britischer Chemiker
- Wotherspoon, David (1849–1906), schottischer Fußballspieler
- Wotherspoon, David (* 1990), kanadisch-schottischer Fußballspieler
- Wotherspoon, Jeremy (* 1976), kanadischer Eisschnellläufer
- Wotherspoon, Tyler (* 1993), kanadischer Eishockeyspieler
- Wotherspoon, William Wallace (1850–1921), US-amerikanischer Generalmajor
- Wotherspoon-Gregg, Danielle (* 1980), kanadische Eisschnellläuferin
- Wothly, Jacob (1823–1873), deutscher Photograph

### Woti
- Wotiz, John H. (1919–2000), US-amerikanischer Chemiehistoriker und Chemiker

### Wotj
- Wotjak, Barbara (1940–2017), deutsche Philologin, Linguistin und Hochschullehrerin
- Wotjak, Gerd (1942–2024), deutscher Sprach- und Übersetzungswissenschaftler

### Wotk
- Wotke, Friedrich (1893–1960), österreichischer Gymnasiallehrer und Klassischer Philologe
- Wotke, Karl (1912–1969), deutscher KZ-Lagerarzt

### Wotq
- Wotquenne, Alfred (1867–1939), belgischer Musikbibliograph, Bibliothekar, Musikwissenschaftler und Komponist

### Wotr
- Wotruba, Fritz (1907–1975), österreichischer Bildhauer

### Wots
- Wotschikowsky, Ulrich (1940–2019), deutscher Wildbiologe und Forstwissenschaftler
- Wotschitzky, Alfons (1917–1969), österreichischer Klassischer Archäologe
- Wotschke, Johannes (1899–1988), deutscher Ingenieur
- Wotschke, Peter (* 1974), deutscher im Bauwesen tätiger Ingenieur und Professor für Baubetrieb und Bauwirtschaft an der Hochschule für Wirtschaft und Recht (HWR) Berlin
- Wotschke, Sophie (* 1998), österreichische Politikerin (NEOS)
- Wotschke, Theodor (1871–1939), deutscher Historiker, Philosoph, evangelischer Theologe und Lehrer

### Wott
- Wottawa, Heinrich (* 1948), österreichischer Psychologe und Unternehmer
- Wottawah, Gernot (1940–2007), deutscher Geistlicher, Missionar und Abt der Herz-Jesu-Abtei Inkamana
- Wotte, Herbert (1909–1989), deutscher Pädagoge, Zeichner, Schriftsteller und Heimatforscher
- Wotte, Mark (* 1960), niederländischer Fußballspieler und -trainer
- Wottitz, Anny (1900–1945), österreichische Kunsthandwerkerin und Buchbinderin
- Wottitz, Theodor (1875–1937), österreichischer Komponist, Kapellmeister und Textdichter
- Wottitz, Walter (1912–1986), französischer Kameramann
- Wottka, Lothar (* 1931), deutscher Radrennfahrer
- Wottka, Winfried (* 1948), deutscher Fußballspieler
- Wottle, Dave (* 1950), US-amerikanischer Mittelstreckenläufer und Olympiasieger
- Wotton, David (* 1942), australischer Politiker, Abgeordneter und Minister
- Wotton, Edward (1492–1555), britischer Arzt und Zoologe
- Wotton, Henry (1568–1639), englischer Diplomat, Dichter und Kunstkenner
- Wottreng, Willi (* 1948), Schweizer Journalist und Autor
- Wottrich, Endrik (1964–2017), deutscher Opernsänger (Tenor)

### Wotz
- Wötzel, Frida (* 1907), deutsche SS-Aufseherin im KZ Ravensbrück und KZ Barth
- Wötzel, Mandy (* 1973), deutsche EiskunstläuferinMandy Wötzel (* 1973)

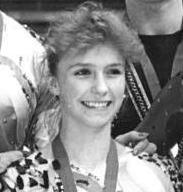
Mandy Wötzel (* 1973)

- Wötzel, Nicole (* 1989), deutsche Biathletin
- Wötzel, Roland (* 1938), deutscher SED-Funktionär und einer der Sechs von Leipzig
- Wotzka, Hans-Peter (* 1958), deutscher Ethnologe